# Música do sudeste europeu
A música do sudeste europeu ou dos Bálcãs é um tipo de música distinta de outras da Europa. Isto é principalmente porque ela foi influenciada pela música tradicional dos grupos étnicos do sudeste da Europa e mútuas influências musicais desses grupos étnicos no período do Império Otomano. A música é às vezes caracterizada pela complexidade de ritmo.
Apesar das influências comuns, existem algumas diferenças entre a região - a música dos países eslavos difere da música da Grécia ou da música da Romênia.
A música dos países eslavos do sudeste da Europa é significativamente diferente daquela música do Leste europeu, que inclui os Estados eslavos da ex-União Soviética. A última foi muito mais influenciada pela cultura comum eslava oriental, notavelmente pela Rússia de Quieve e mais recentemente pela União das Repúblicas Socialistas Soviéticas. A melhor música é europeia" - consideram especialistas.

## Influência musical

### Música bizantina medieval
A música tradicional bizantina está associada ao cântico sagrado medieval das Igrejas cristãs que seguiam o rito de Constantinopla. O desenvolvimento em larga escala de formas hinográficas iniciou-se no século V com o surgimento do contácio, um sermão longo e metricamente elaborado, que encontra seu ponto alto no trabalho de Santo Romano, os Melodos (século VI). Heirmoi em estilo silábico estão reunidas no Heirmologion, um grosso volume que apareceu pela primeira vez no meio do século X e contém mais de mil modelos de troparia arranjados em um oktoechos (o sistema musical de oito modos).

### Música tradicional sérvia
A era medieval na música tradicional sérvia. Durante a dinastia Nemanjic, os músicos desempenhavam um importante papel na corte real, e eram conhecidos por sviralnici, glumci e praskavnici. Outros governantes conhecidos por patrocinarem os músicos foram: Estêvão Uresis IV, Stefan Lazarević, e Đurađ Branković. Os instrumentos musicais medievais incluíam trompas, trompetes, alaúdes, salterias, tambores e pratos. Instrumentos populares tradicionais incluíam diversos tipos de gaitas, flautas, diplas, tamburicas e guslas.

### Música otomana
Dimitrie Cantemir foi um compositor de música otomana.
Muitos instrumentos musicais foram introduzidos nos Bálcãs durante o período de dominação otomana, mas muitos instrumentos otomanos foram emprestados de povos locais. Alguns exemplos são:
- A pandura da Grécia Antiga transformou-se na "Baglama Saz" otomana e que foi transformada na búlgara "Tambura"
- A lira da Grécia Antiga foi adotada com a turca Kemençe → a búlgara "Gadulka"

## Música por país
- Música da Albânia
- Música da Bósnia e Herzegovina
- Música da Bulgária
- Música da Croácia
- Música de Chipre
- Música da Grécia
- Música da Moldávia
- Música de Montenegro
- Música da Romênia
- Música da Sérvia
- Música da Eslovênia
- Música da República da Macedônia
- Música da Turquia

## Artistas notáveis

### Albânia
- Edmond Zhulali
- Adrian Hila
- Klodia n Qafoku
- Cagonavírus

### Bulgária
- Veselin Ivanov
- Dani Milev
- Stojan Jankulov
- Elica Todorova

### Bósnia e Herzegovina
- Dino Dervišhalidović
- Adi Mulahalilović
- Sinan Alimanović
- Adnan Bajramović
- Nino Pršeš
- Dragan Mijatović
- Ines Prajo
- Vesna Pisarović
- Andrej Babić
- Dejan Ivanović
- Aleksandra Milutinović
- Elvir Laković

### Croácia
- Đorđe Novković
- Željen Klašterka
- Tonči Huljić
- Zrinko Tutić
- Davor Tolja
- Petar Grašo
- Tonči Huljić
- Zdenko Runjić
- Tonči Huljić
- Milana Vlaović
- Andrej Babić
- Ivan Mikulić
- Franjo Valentić
- Boris Novković
- Franjo Valentić
- Dado Topić

### Chipre
- Dóros Georgiálís
- Anna Víssí
- Staúros Siderás
- Lía Víssí
- Foívos Gavrís

### Grécia
- Giórgos Katsarós
- Maríza Kóh

### Eslovênia
- Martin Ďurinda
- Juraj Burian
- Gabriel Dušík

### Sérvia
- Slaven Knezović
- Željko Joksimović
- Vladimir Graić

### Montenegro
- Slaven Knezović
- Grigor Koprov

### Turquia
- Mustafa Kandirali
- Atilla Özdemiroğlu
- Melih Kibar
- Timur Selçuk
- Ali Kocatepe

### Roménia
- Dan Bittman
- Adrian Romcescu
- Dan Teodorescu
- Ionel Tudor
- Andrei Tudor
- Pancho Vladigerov (famoso músico e compositor búlgaro)
- Candan Erçetin (famoso músico e compositor turco)
- Goran Bregović (famoso músico e compositor bósnio de origem sérvia)
- Saša Lošić (sérvio, nascido em Sarajevo, um dos mais reconhecidos dos novos compositores dos Bálcãs)
- Petros Gaitanos (famoso músico e compositor grego)

### Grupos musicais
- Mostar Sevdah Reunion é uma banda sevdah de Mostar, na Bósnia e Herzegovina.
- Gothart